# المظلومة (خيران المحرق)

تعديل مصدري - تعديل

المظلومة هي إحدى قرى عزلة الدانعى بمديرية خيران المحرق التابعة لمحافظة حجة، بلغ تعداد سكانها 443 نسمة حسب تعداد اليمن لعام 2004.